# Regio XI Transpadana

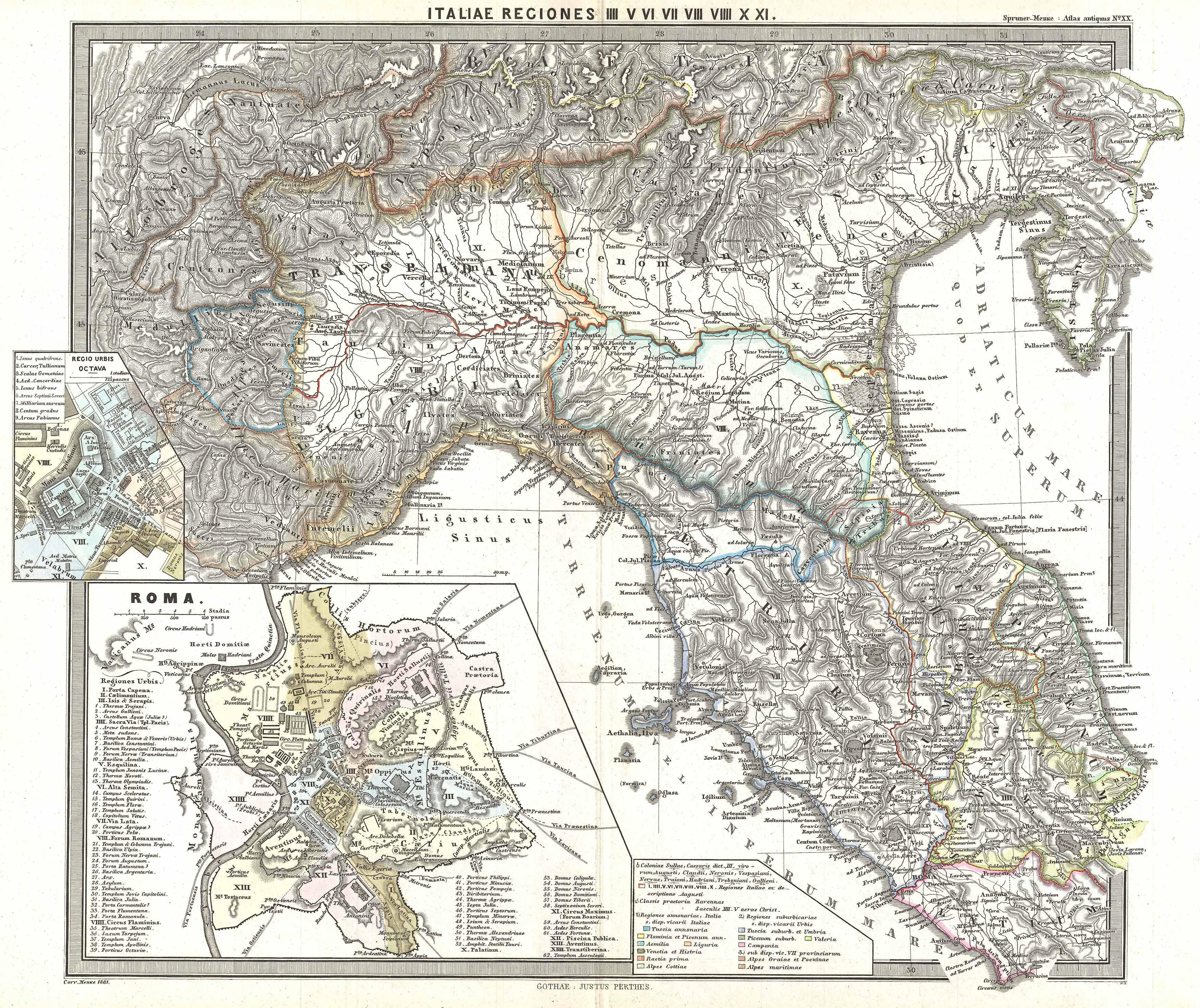
Carte de l'Italie du Nord sous Auguste

La Regio XI Transpadana est l'une des onze régions augustéennes d'Italie pendant sa période romaine.

## Dénomination
La regio XI était dite transpadana car elle était située au-delà (trans-) du Pô (Padus, -i) du point de vue des Romains.

## Territoire
La regio XI recouvrait une partie de la Gaule cisalpine (Gallia cisalpina).
Elle était délimitée :
- au nord, par les Alpes pennines (Poeninae Alpes) et lépontines ;
- à l'est, par l'Adda (Addua), qui la séparait de la regio X Venetia et Histria (Vénétie et Istrie) ;
- a sud, par le Pô, qui la séparait de la regio IX Liguria (Ligurie) et de la regio VII Etruria (Étrurie) ;
- à l'ouest, par les Alpes grées (Graiae Alpes) et cottiennes (Cottianae Alpes).

## Peuples
Les principaux peuples de la Transpadane étaient les Insubres (Insubres, - ium), les Taurins (Taurini, -orum), les Salasses (Salassi, -orum) et les Libici (Libicii, -orum ou Libui, -orum).
Principales villes :
- Augusta Taurinorum (Turin) ;
- Augusta Prœtoria (Aoste) ;
- Eporedia (Ivrée) ;
- Vercellae (Verceil) ;
- Novaria (Novara) ;
- Ticinum (Pavie) ;
- Laus pompeia (Lodi Vecchio) ;
- Mediolanum (Milan) ;
- Comun (Côme) ;
- Barra ;
- Melpum ;
- Spina.

## Sources
Pline l'Ancien, Histoire naturelle, III, 21.